# Brachyelytracris viridifemur
Brachyelytracris viridifemur is een rechtvleugelig insect uit de familie veldsprinkhanen (Acrididae). De wetenschappelijke naam van deze soort is voor het eerst geldig gepubliceerd in 1992 door Baehr.